# N. A. Nekrassov dans la période des « Derniers Chants »
N. A. Nekrassov dans la période des « Derniers Chants » (en russe : Н. А. Некрасов в период «Последних песен) est un tableau du peintre russe Ivan Kramskoï (1837-1887), réalisé en 1877-1878. Le tableau fait partie de la collection de la Galerie Tretiakov (à l'inventaire sous le no 670). Ses dimensions sont de 105 × 89 cm,,.
Le tableau est également dénommé Portrait de N. A. Nekrassov au lit (Портрет Н. А. Некрасова на постели).

## Histoire
Au début de l'année 1877, Pavel Tretiakov propose à Kramskoï de réaliser le portrait de Nikolaï Nekrassov. Il était déjà certain que ce dernier se trouvait au stade terminal de sa maladie, à l'âge de 56 ans. Kramskoï a travaillé à ce portrait à la maison de Nekrassov du 7 au 16 février 1877. Le premier résultat est une « tête sans mains » qui a plus tard été utilisée pour la peinture de Nekrassov au lit, réalisée en 1878, après la mort du poète, version complète qui est achevée le 27 décembre 1877 (8 janvier 1878 dans le calendrier grégorien).
Le tableau a été acheté à l'auteur par Pavel Tretiakov en 1878. Il a été exposé à la 6e exposition des Ambulants la même année 1878.

## Description
La toile sur laquelle on voit Nekrassov à demi allongé sur son lit se compose de plusieurs parties. La tête du poète réalisée précédemment par Kramskoï, en février 1877, apparaît comme l'essentiel de la composition. Les traces des raccords de cette première toile à la deuxième apparaissent encore à l'endroit où les toiles ont été cousues autour de la tête du poète,.
La chambre dans laquelle se trouve représenté Nekrassov est celle où ce dernier a travaillé durant deux décennies. On voit sur les murs les portraits de Nikolaï Dobrolioubov et d'Adam Mickiewicz, au chevet se trouve un buste de Vissarion Belinski.
Comme en témoigne la lettre de Kramskoï à Pavel Tretiakov, datée d'avril 1877, le portrait initial a été légèrement modifié :

« Dites-moi, avez-vous gardé pour vous un autre portrait de Nekrassov ? Toute la scène est dans ce lit, quand il écrit ses vers (et quels vers que ces derniers vers, surtout le dernier chant du 3 mars Baiouchki-baiou : Simplement une des plus hautes productions de la poésie russe !). La tête en position, dans la main un crayon, du papier tout près, à gauche une petite table avec divers accessoires nécessaires. »

## Poème
En 1876, Nekrassov écrivait quelque temps avant sa mort :
Ô Muse, nous avons achevé notre chant !

Viens fermer à jamais les yeux de ton poète

Pour l'éternel sommeil dans la nuit du néant,

Sœur du peuple, ma sœur, oh viens, mon âme est prête.